# Antonio Mizauld
Antonio Mizauld (in francese Antoine Mizauld, in latino Antoninus Mizaldus; Montluçon, 1510 – Parigi, 1578) è stato un astrologo e medico francese.

## Biografia
Medico e professore di medicina a Parigi, era amico di Oronzio Fineo e lavorò presso Margherita di Valois.
La sua prima opera fu sulle previsioni meteorologiche, nel 1546. Si interessò di argomenti naturali e di medicina popolare. Scrisse molto, di comete, giardini, erbe, medicina, astronomia, meteorologia. Era noto soprattutto per le opere astrologiche, in cui riproponeva la concezione rinascimentale della relazione fra microcosmo e macrocosmo.

## Opere

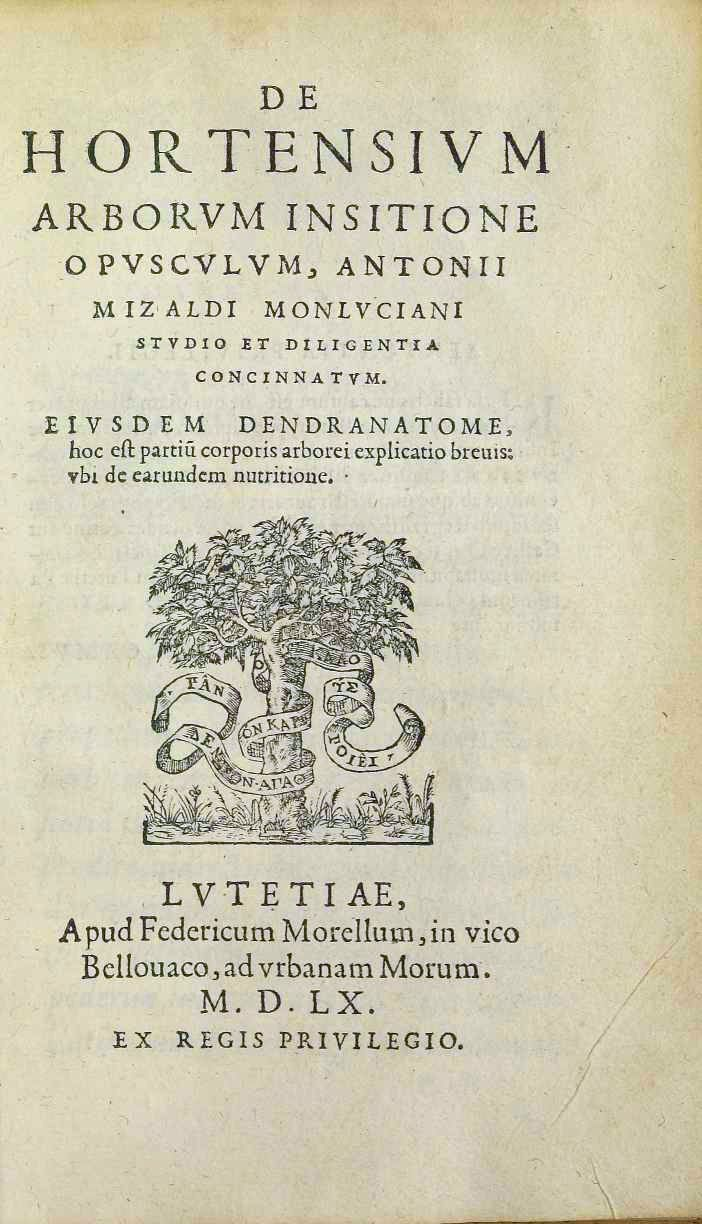
De hortensium arborum insitione, 1560

- (LA) Planetae, sive Planetarum collegium, Parigi, Charlotte Guillard, 1553.
- (LA) Funebre symbolum virorum aliquot illustrium, Parigi, Gilles  Gourbin, 1555.
- (LA) De hortensium arborum insitione, Parigi, Fédéric Morel, 1560.
- (LA) Ephemerides aeris perpetuae, Anversa, Jean Bellère, 1560.